# كاثاييا دي لا سييرا (إشبيلية)
كاثاييا دي لا سييرا (بالإسبانية: Cazalla de la Sierra)‏ هي بلدية إسبانية تقع في مقاطعة إشبيلية في الأندلس ذات الحكم الذاتي. تنتمي إلى كوماركا سييرا نورتي وتُشكل جزءًا من منتزه سييرا نورتي دي إشبيلية الطبيعي. إحداثياتها الجغرافية هي 37º 55' شمالاً و5º 45' غربًا. بلغ عدد سكانها 4718 نسمة (2018) وتبلغ مساحتها 356,15 كيلومتر مربع بمُعدل كثافة سكانية 13,45. تقع على ارتفاع 580 مترًا.